# Priperia bicolor
Genre
Espèce
Priperia bicolor, unique représentant du genre Priperia, est une espèce d'araignées aranéomorphes de la famille des Linyphiidae.

## Distribution
Cette espèce est endémique d'Hawaï.

## Description
Le mâle holotype mesure 1,8 mm.

## Publication originale
- Simon, 1904 : Arachnida (Supplement). Fauna Hawaiiensis. London, p. 339-344 (texte intégral).